# Сапатистка армия за национално освобождение
Сапатистка армия за национално освобождение (на испански: Ejército Zapatista de Liberación Nacional, eхèрсито сапатѝста де либерасиòн насионàл, EZLN) е въоръжена революционна група в щата Чиапас, един от най-бедните райони на Мексико. Действията на армията се ръководят от Comité Clandestino Revolucionario Indígena-Comandancia General (CCRI-CG), тъй като мнозинството е от индианските жители на Чиапас.
На 1 януари 1994 г. те обявяват война на „мексиканската държава“, същия ден влиза в сила Северноамериканското споразумение за свободна търговия. Главен техен говорител е Субкоманданте Маркос (исп.Subcomandante Marcos) (понастоящем още Нулев делегат в Другата кампания. За разлика от останалите сапатистки команданти, Субкоманданте Маркос не е индианец.
Името на групата идва от Емилияно Сапата, анархисткия главнокомандващ на Армията за освобождение на Юга по време на Мексиканската революция. Мнозина смятат движението на Сапатистите за първата „постмодерна“ революция: въоръжена революционна група отказва да използва оръжието и предприема нова стратегия за да спечели подкрепата на Мексиканското и международно гражданско общество. Те успяват да реализират това разпространявайки своите комюникета в интернет към различни медии, неправителствени организации и групи за солидарност.
EZLN описват себе си като социално движение, част от широката антиглобализация и антинеолиберализъм. За тях е важно да могат сами да управляват ресурсите си, и в частност земята, от която се изхранват. Идеологията им съчетава елементи на социален анархизъм, марксизъм и индианска майска политическа мисъл.

## Основни идеи на организацията
Теорията и практическата дейност на сапатистите я поставят наред с други движения, възникнали след края на Студената война, такива като sem-terra, аржентинското piquetero, боливийското cocalero, и испанското okupa, младото френско движение срещу Новия договор за временна заетост СРЕ; свързани с един дискурс, който често е етикетиран като контракултурен и който е определян от доста автори като поколение Z от леви антикапиталистически движения, които не се опитват, за разлика от много други движения, да стъпят на власт.
В 6 политически декларации те излагат главните си цели и идеи на борбата им. Могат да бъдат синтезирани в 3 сентенции, от локалното към глобалното:
1. защита на колективните и лични права, отказани на мексиканското индианско население.
2. изграждане на нов национален модел, който включва демокрация, свободата и справедливостта като фундаментални принципи за една нов начин за правене на политика.
3. изграждане на мрежа от организации или групи за съпротива по целия свят в името на човечеството и срещу неолиберализма.

EZLN се противопоставя на глобализацията в нейния неолибералистки смисъл, защото тя пряко и негативно засяга начина на живот на обикновените селяни, на индианското население и на всички угнетени хора по света.
Северноамериканското споразумение за свободна търговия (NAFTA) е пример за неолиберална политика, на която EZLN противопоставя. Освен отварянето на мексиканския пазар за евтини масово произвеждани USA агрикултурни продукти, то ще сложи край на мексиканските субсидии за посеви и драстично ще намали дохода и стандарта на живот на много южно мексикански фермери, които не могат да се конкурират със субсидирания, изкуствено отглеждан и генетично модифициран внос от САЩ. Подписването на NAFTA провокира премахването на член 27, секция VII от Мексиканската конституция, който допреди това гарантираше разпределение на земя на индианското население в Мексико.
Друг ключов елемент идеологията на сапатистите е желанието им да правят политика по един нов, изцяло participatory начин, „от долу нагоре“ вместо „от горе надолу“. Сапатистите виждат съвременната политическа система на Мексико като откъсната от обикновените хора и техните нужди. EZLN изисква, обратно на това, да засили идеята за пряка демокрация или радикална демокрация без постоянни представители, т.е нямат определени организационни лидери, а се избират говорители за срок от 2 седмици, като за всички важни въпроси, стратегии или концептуални виждания се допитват до хората. Или както Маркос напомня от време на време, „моят истински командир са хората“. В този смисъл сапатистите не са политическа партия и не се стремят към част от властта или да пренаредят Мексиканската политическа система
В едно нетипично за никоя друга революционна организация действие, документите написани от EZLN (in Spanish)преди първоначалното въстание през 1994 обширно дефинират правото на хората да се противопоставят на всяко неуместно или несправедливо действие на EZLN. Определят правото на хората:
„Да настояват революционните въоръжени сили да не се намесват в сферата на гражданския ред или разпределението на капитала, свързан със селското стопанство, търговията, финансите и индустрията, тъй като те са в областта на гражданските власти, избрани свободно и демократично.“
По-нататък е допълнено, че хората могат „да притежават оръжие за да защитават своите хора, семейства и собственост, според законите на разпределението на капитала на фермите, търговията, финансите и индустрията, срещу въоръжени нападения, извършени от революционни сили, или такива, на правителството.“

## Подкрепа
От самото начало за EZLN комуникацията с Мексико и света е от първостепенно значение. Те използват технологии, включително клетъчни телефони и интернет, за да привлекат на своя страна симпатизанти от цял свят и групи и организации за солидарност.
Групата Rage Against the Machine са известни със солидарността си с EZLN, те използват символа на червената звезда като фон на своите концерти и често информират феновете си за настоящото положение. В резултат на това, Мексиканския президент е поставен често в положението да отговаря на въпросите на малка група активисти за „Чиапас ситуацията“.

### На български език
- Колектив „Сапатиста“ – страница с информация за Сапатисткото движение
- Движението „Окупирай“, сапатистите и генералните асамблеи.
- Сапатиската кампания: Презаредена Архив на оригинала от 2009-12-02 в Wayback Machine.
- Сапатистки слова: Стратегията на охлюва (Хоаким Хокенгем) Архив на оригинала от 2011-01-08 в Wayback Machine.
- Сапатистките кооперативи за кафе
- Още за Сапатистите

### На чужди езици
- EZLN
- Всичко за Другата кампания
- Декларации на EZLN
- Дженс Кастнер- „Всичко за всички!“- Културни различия, социално равнство и политика на сапатистите Архив на оригинала от 2008-10-11 в Wayback Machine.
- Sexta Intergaláctica
- Chiapas Indymedia Архив на оригинала от 2005-06-02 в Wayback Machine. Тук можете да намерите още комюникета на EZLN
- Las explicaciones de Amado Avendaño Figueroa, Ex-Gobernador de la rebelión zapatista en Chiapas Video en español con subtítulo y explicaciones en inglés
- Fotos del EZLN Архив на оригинала от 2008-01-03 в Wayback Machine.

### Multimedia
- Documentary: Сапатисти (Zapatista) – Документален Филм